# 2069 Габбл
2069 Габбл (2069 Hubble) — астероїд головного поясу, відкритий 29 березня 1955 року.
Тіссеранів параметр щодо Юпітера — 3,159.